# Mérésânkh IV
Pour les articles homonymes, voir Mérésânkh.
Mérésankh IV est, selon les égyptologues, soit l'épouse du roi Djedkarê Isési, soit comme le proposent Aidan Mark Dodson et Dyan Hilton, celle du roi Menkaouhor. Son nom signifie Elle aime la vie ou La Vivante aime.

## Généalogie
Elle possède le titre d'« Épouse du Roi », et la datation donne les rois Menkaouhor et Djedkarê Isési. Il s'agit donc d'une reine de deux rois possibles : Djedkarê Isési et Menkaouhor.
Elle serait également la mère de Kaemtjenent et de Isésiânkh. Toutefois, ces liens sont très conjecturaux, en effet, Michel Baud doute fortement que ces deux personnages soient des fils royaux.

## Sépulture
Mérésânkh IV possède un mastaba dans la nécropole de Saqqarah. 
Situé au nord du complexe funéraire de Djéser il fait partie d'un groupe de mastaba installés le long de l'enceinte à redans dès le début de la Ve dynastie et comportant plusieurs tombeaux de dignitaires depuis le règne d'Ouserkaf qui installa son propre complexe funéraire à proximité de l'angle nord-est de la même enceinte.
Le monument comportait une chapelle de culte donnant sur le serdâb du tombeau et une salle dans laquelle la stèle fausse porte de la reine a été mise au jour.